# An Awfully Big Adventure
Pour plus de détails, voir Fiche technique et Distribution.
An Awfully Big Adventure est un film dramatique britannique réalisé par Mike Newell et sorti en 1995. Il s'agit d'une adaptation cinématographique du roman Le dernier amour du capitaine Crochet de Beryl Bainbridge.

## Synopsis
Liverpool, 1950. Stella est une jeune fille qui vit avec son oncle Vernon. Triste et incomprise, la jeune fille commence à travailler dans un théâtre sur les conseils de sa famille. Très vite, elle devient la mascotte de la troupe et le metteur en scène lui confie un petit rôle. En faisant son entrée dans le monde des adultes, elle va découvrir ce qui sépare ses rêves de la réalité.

## Fiche technique
- Titre original : An Awfully Big Adventure
- Réalisation : Mike Newell
- Scénario : Charles Wood, d'après le roman Le dernier amour du capitaine Crochet (An Awfully Big Adventure) de Beryl Bainbridge
- Production : Victor Glynn, Conor Harrington, Hilary Heath, Philip Hinchcliffe, John Kelleher, Steve Matthews, Mark Shivas et John Sivers
- Société de production : Fine Line Features et Twentieth Century Fox
- Musique : Richard Hartley
- Photographie : Dick Pope
- Montage : Jon Gregory (en)
- Décors : Mark Geraghty
- Costumes : Joan Bergin
- Directeur artistique : David Wilson
- Pays de production :  Royaume-Uni
- Langue originale : anglais
- Format : Couleurs - 1,85:1 - Dolby - 35 mm
- Genre : drame
- Durée : 112 minutes
- Date de sortie : 
  - Royaume-Uni : 7 avril 1995
  - États-Unis : 21 juillet 1995

## Distribution
- Alan Rickman : P.L. O'Hara
- Hugh Grant (V. F. : Bertrand Liebert) : Meredith Potter
- Georgina Cates : Stella (V. F. : Aurélia Dausse)
- Alun Armstrong : Oncle Vernon
- Peter Firth : Bunny
- Prunella Scales : Rose
- Rita Tushingham : Tante Lily
- Alan Cox : Geoffrey
- Edward Petherbridge : St. Ives
- Nicola Pagett : Dotty Blundell
- Carol Drinkwater : Dawn Allenby
- Clive Merrison (en) : Desmond Fairchild
- Gerard McSorley : George
- Ruth McCabe : Grace Bird
- James Frain : John Harbour
- Pat Laffan : M. Harcourt
- Patti Love : Mary Deare
- Hilary Reynolds : Babs Osbourne
- Tom Hickey : Freddie Reynalde

## Production
Le film a été tourné à Dublin en Irlande

## Distinctions
- 1995 : Sélectionné au Festival de Karlovy Vary pour le Crystal Globe
- 1996 : Georgina Cates a été nommée au London Critics Circle Film Awards comme actrice de l'année pour son rôle